# Lorenz Dür
Lorenz Dür (* 22. Mai 1885 in Hard; † 13. September 1936 in Dornbirn) war ein österreichischer Politiker (CS) und Priester. Dür war von 1918 bis 1933 Abgeordneter zum Vorarlberger Landtag.

## Leben und Wirken
Lorenz Dür wurde am 22. Mai 1885 als Sohn des Holzhändlers Josef Anton Dür und seiner Frau Agatha in der Bodenseegemeinde Hard geboren. In Brixen besuchte er das Gymnasium Vinzentinum und anschließend die Stella Matutina in Feldkirch. Dort absolvierte er 1905 auch seine Matura. Anschließend begann er ein Studium der katholischen Theologie an der Universität Innsbruck, welches er 1911 abschloss. Bereits am 26. Juli 1909 empfing er die Priesterweihe, ab 1911 wirkte er als provisorischer Kaplan bei den barmherzigen Schwestern in Kettenbrück bei Innsbruck. 1911 bis 1912 war er Pfarrprovisor in Hard, von 1912 bis 1915 war er abwechselnd Frühmesser in Satteins, Röthis und schließlich in Dornbirn. Im Jahr 1915 wurde er zum Expositus von Dornbirn-Haselstauden ernannt. Ab 1917 wirkte er als Sekretär und Präsident des Vorarlberger Arbeiterbundes in Dornbirn.
1918 wurde Lorenz Dür erstmals als Mitglied der provisorischen Vorarlberger Landesversammlung für die Christlichsoziale Partei gewählt. Ab 1919 war er als Abgeordneter des Wahlbezirks Feldkirch Mitglied des Vorarlberger Landtags. Diese Funktion legte er am 15. Dezember 1933 „über Anordnung der vorgesetzten kirchlichen Behörde“ nieder.